# 制度派経済学
制度学派（せいどがくは、英: institutional economics）とは、19世紀末から1920年代頃にかけて活躍したアメリカ経済学の一派。社会における制度のあり方に注目して経済活動を見る。

## 制度学派

### 制度学派の考え方
- 理想的には新古典派経済学が唱えるように売り手と買い手が市場で自動的に経済均衡を見つけるべきだが、実際の市場では、人は感情的に行動したり自己利益を最大に取ろうとする人もいるため、市場の失敗が起こりかねない。市場には買い手と売り手を監視したり制限する政府や団体や委員会などの制度 (Institution) を導入し、経済活動を行うべきだと言う考え方。

- ソースティン・ヴェブレン、ジョン・ロジャーズ・コモンズ、ウェズリー・ミッチェルらが中心。従来の古典派経済学に異議を唱え、社会的な行動様式、集団的な活動などから経済活動を捉える方法論を提示した。ドイツ歴史学派の影響を受け、進化論・プラグマティズムなどを基礎としている。

### 現代の制度派経済学
ロバート・ハイルブローナー、ジョン・ケネス・ガルブレイス、ジェフリー・ホジソンなどが現代の制度派経済学者である。

## 新制度経済学
- ロナルド・コース、ダグラス・ノース、オリバー・ウィリアムソンらに始まる新古典派経済学による新しい経済学は、制度学派とは異なる新制度派経済学 (The New Institutionalist Schools) と呼ばれてきたが、最近は新制度経済学 (New Institutional Economics, NIE) または単に制度経済学と呼ばれることが多い。